# Edlingham Castle
Edlingham Castle är ett slott i Storbritannien.   Det ligger i grevskapet och kommunen Northumberland i riksdelen England, i den centrala delen av landet, 400 km norr om huvudstaden London. Edlingham Castle ligger 87 meter över havet.
Terrängen runt Edlingham Castle är platt västerut, men österut är den kuperad. Runt Edlingham Castle är det ganska glesbefolkat, med 29 invånare per kvadratkilometer. Närmaste större samhälle är Alnwick, 8,2 km nordost om Edlingham Castle. Trakten runt Edlingham Castle består i huvudsak av gräsmarker.